# Tyron Smith
Tyron Smith (Moreno Valley, California, 12 de diciembre de 1990) es un jugador profesional de fútbol americano estadounidense que juega en la posición de offensive tackle y actualmente milita en los New York Jets de la National Football League (NFL).

## Biografía
Smith asistió a la preparatoria Rancho Verde High School en Moreno Valley, California, donde practicó fútbol americano y atletismo de pista y campo. Al finalizar la preparatoria, fue considerado como un atleta de cinco estrellas y el 6° mejor offensive tackle de la nación por Rivals.com.
Posteriormente, asistió a la Universidad del Sur de California donde jugó con los USC Trojans desde 2008 a 2010. Como estudiante de primer año, fue el tackle ofensivo izquierdo de reserva y participó en 10 juegos. Como estudiante de segundo año, inició los primeros 12 juegos como tackle ofensivo derecho y obtuvo una mención de honor en la conferencia Pac-12. Como júnior, apareció en 12 juegos y fue nombrado al primer equipo All-Pac-12 junto a sus compañeros Jurrell Casey y Robert Woods.

## Carrera

### Dallas Cowboys
Smith fue seleccionado por los Dallas Cowboys en la primera ronda (9° selección general) del Draft de la NFL de 2011 y firmó un contrato con el equipo por cuatro años y $12.5 millones.
Al ingresar a la liga como un novato de 20 años, Smith fue nombrado titular como tackle derecho mientras que Doug Free asumió el puesto de tackle izquierdo. Smith fue titular en todos los encuentros de la temporada y ganó elogios por su juego, lo que llevó a los medios a especular sobre un posible movimiento a la posición de tackle izquierdo en la próxima temporada.
A partir de la temporada 2012, Smith fue cambiado al tackle izquierdo, intercambiando de lado en la línea ofensiva con Free. El 12 de septiembre, fue multado con $15,750 por una tacleada ilegal que hizo durante el primer juego de la temporada contra los New York Giants. A pesar de ello, fue titular en 15 encuentros durante la temporada regular.
En su tercer año con los Cowboys, Smith cometió solo una falta y permitió solo una captura (sack) en sus 16 titularidades, por lo que fue nombrado por primera vez al Pro Bowl y al segundo equipo All-Pro.
En julio de 2014, Smith firmó una extensión de contrato por ocho años y $109 millones con los Cowboys, lo que lo convirtió en el liniero ofensivo mejor pagado de la liga en ese momento. Por su juego contra los Seattle Seahawks, se convirtió en el primer liniero ofensivo en 10 años en ser nombrado Jugador Ofensivo de la Semana. Inició los 16 juegos para la segunda mejor ofensiva terrestre de la NFL, y ayudó al corredor DeMarco Murray a convertirse en el líder en yardas por acarreos de la liga. Al finalizar la temporada fue nombrado al primer equipo All-Pro.
En 2015, Smith fue convocado a su tercer Pro Bowl y fue nombrado al segundo equipo All-Pro a pesar de perder al líder corredor DeMarco Murray en la agencia libre. Smith y compañía lideraron el noveno mejor ataque terrestre de la NFL y su compañero de equipo Darren McFadden terminó cuarto en la liga con 1,089 yardas por tierra.
En 2016, Smith fue nombrado a su cuarto Pro Bowl consecutivo y fue nombrado All-Pro del primer equipo; ambos honores fueron compartidos por dos de sus compañeros de la línea ofensiva de los Cowboys, Travis Frederick y Zack Martin. El trío ayudó al corredor novato Ezekiel Elliott a liderar la liga con 1,631 yardas por tierra y a anotar 15 touchdowns.
En 2017, Smith fue nombrado a su quinto Pro Bowl consecutivo junto al guardia Zack Martin y el centro Travis Frederick por cuarto año consecutivo. Fue titular y jugó en 13 partidos, pero fue colocado en la reserva de lesionados el 29 de diciembre debido a una lesión en la rodilla derecha.
En 2018 y 2019, Smith fue titular en 13 juegos en ambas temporadas y fue nombrado a su sexto y séptimo Pro Bowl consecutivos, respectivamente.
En 2020, Smith jugó en solo dos encuentros y el 9 de octubre anunció que se sometería a una cirugía en el cuello. Posteriormente fue colocado en la reserva de lesionados y se perdió el resto de la temporada.
En 2021, Smith jugó solo en 11 encuentros como titular debido a una lesión en el tobillo. Sin embargo, fue elegido a su octavo Pro Bowl y jugó como titular en la derrota por 17-23 ante los San Francisco 49ers en el Juego de Comodines.